# Grands-Ponts
Grands-Ponts est une région de la Côte d'Ivoire située dans le district des Lagunes. La région des Grands-Ponts est délimitée au nord par la région de l’Agnéby-Tiassa, au sud par la lagune Ebrié et l’Océan Atlantique, à l’est par le district autonome d'Abidjan et à l’ouest par la région de Lôh-Djiboua. Son chef-lieu est Dabou.

## Démographie
La région des Grands-Ponts compte[Quand ?] une population de 356 495 habitants. Elle est peuplée par les peuples autochtones Adioukrou, Alladian, Avikam, Ahizi. À l’instar de toutes les régions de la Côte d’Ivoire, l’on note la présence d’allogènes Sénoufo et Malinké (originaires du nord et du nord-ouest) dans la région ainsi que des ressortissants des pays de la Communauté économique des États de l'Afrique de l'Ouest (CEDEAO), notamment des Burkinabés, Maliens, Ghanéens, Mauritaniens, Togolais, Béninois, Nigériens, Nigérians et autres Africains. 
En 2021, la population est de 450 007 habitants.

## Économie
La pêche et l’agriculture sont les principales activités de la région. Au niveau agricole, cette région est caractérisée par la présence de nombreuses plantations industrielles de banane, d’ananas, de café et de cacao, des exploitations industrielles d’hévéa, de palmier à huile.
La région des Grands-Ponts compte plusieurs entreprises agro-industrielles. Il s’agit principalement de :
- PALMAFRIQUE, spécialisée dans la production et la transformation de graines de palme. L’entreprise possède 3 sites d’exploitations agro-industrielles repartis sur 7 500 ha à Anguédédou, Dabou et Eloka ;

- l’usine SAPH de Toupah dans le département de Dabou, spécialisée dans la production annuelle de caoutchouc et l’exportation du latex centrifugé (liquide), servant à la fabrication des produits tels que des tétines de biberon, des préservatifs, etc.

S’agissant de la pêche, les populations exercent la pêche traditionnelle et la pisciculture.

## Politique
Gabriel Joseph Yacé, candidat indépendant, est élu président du conseil régional lors de l'élection régionale d'avril 2013 avec 51,45 % des voix devant Jean-Claude Yédé Niangne, candidat du Parti démocratique de Côte d'Ivoire – Rassemblement démocratique africain (PDCI-RDA, 27,03 % des voix). Daniel Sess Essiagne, candidat du PDCI-RDA, est élu président du conseil régional lors de l'élection régionale d'octobre 2018 avec 58,3 % des voix, face au président sortant Gabriel Joseph Yacé (40,8 %, soutenu par le Rassemblement des houphouëtistes pour la démocratie et la paix). Lors de l'élection de septembre 2023, Emmanuel Esmel Essis du RHDP est élu avec 37,0 % des voix devant le président sortant Daniel Sess Essiagne (PDCI-RDA, 35,8 %),.